# Exit...Stage Left
Exit...Stage Left är den kanadensiska rockgruppen Rush andra livealbum och släpptes i oktober 1981. Skivan är inspelad under konserter i juni 1980 på The Apollo i Glasgow, under Rushs Storbritannien-turné, och i mars 1981 i Montréal.
Albumet markerar slutet på bandets andra fas som innefattar albumen A Farewell to Kings, Hemispheres, Permanent Waves och Moving Pictures. Denna fas är bandets mest progressiva.
Det blev som bäst tia på Billboards albumlista.

## Låtlista
Sida ett
1. "The Spirit of Radio" - 5:11
2. "Red Barchetta" - 6:46
3. "YYZ/Drum Solo" - 7:43

Sida två
1. "A Passage to Bangkok" - 3:45
2. "Closer to the Heart" - 3:08
3. "Beneath, Between and Behind" - 2:34
4. "Jacob's Ladder" - 8:46

Sida tre
1. "Broon's Bane" - 1:37
2. "The Trees" - 4:50
3. "Xanadu" - 12:09

Sida fyra
1. "Freewill" - 5:31
2. "Tom Sawyer" - 4:59
3. "La Villa Strangiato" - 9:37

## Medverkande
- Geddy Lee - bas, ledsång, synthesizers och baspedaler
- Alex Lifeson - gitarr, baspedaler och synthesizer
- Neil Peart - trummor och percussion